# 時間領域

時間領域の関数（赤）から周波数領域の関数（青）へのフーリエ変換。時間領域関数を構成している三角関数の周波数は、周波数領域ではピークとして表される。

時間領域（じかんりょういき、英: Time domain）とは、数学的関数、物理的信号、経済学や環境統計学のデータ等の時間についての解析を意味する用語である。
時間領域には、信号あるいは関数値が連続的な実数で表される連続時間と、ある間隔で値が示される離散時間がある。オシロスコープは、実世界の信号を時間領域で視覚化するツールである。
時間領域のグラフは、時間によって信号がどう変化するかを示し、周波数領域のグラフは、それぞれの周波数帯域にどれだけの信号が存在するかを示す。

## 用語の歴史
時間領域と周波数領域という用語は、1940年代後半にアメリカ合衆国において通信工学の分野で使われ始めたものであるが、1950年までは十分に定義されないまま使用されていた。
分析では、秒やその倍数が単位として使用されていれば時間領域であり、ヘルツなどの時間の逆数の単位を使用していれば、周波数領域になる。